# Vosper & Company
Vosper & Company, ofta förkortat Vosper, var ett brittiskt varvsföretag grundat 1871 i Portsmouth. Vosper är främst känt för sina snabba motortorpedbåtar byggda under och efter andra världskriget. De var också först med att använda gasturbiner som kraftkälla för fartyg vilket resulterade i Brave-klassen som i början av 1960-talet var världens snabbaste örlogsfartyg. För att kunna möta behovet av större örlogsfartyg gick man 1966 samman med John I. Thornycroft & Company och bildade Vosper Thornycroft (idag VT Group).

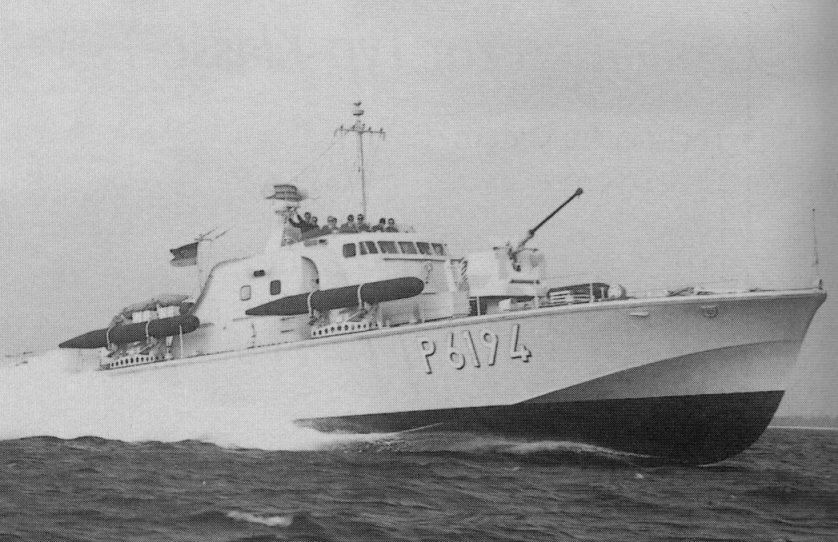
Den tyska patrullbåten Strahl tillverkad av Vosper & Company.

## Historia
Vosper grundades 1871 av Herbert Edward Vosper. Företaget ägde ett mindre varv på östra sidan av Portsmouth Harbour där man tillverkade ångmaskiner och installerade dem i fartyg. Under första världskriget expanderade företaget kraftigt vilket ledde till ekonomiska problem efter krigsslutet. År 1923 genomförde man en omfattande ombyggnad av RRS Discovery inför en andra expedition till Antarktis. Det var först 1931 när Peter Du Cane tog över posten som verkställande direktör som Vosper började specialisera sig på snabba tävlingsbåtar och motoryachter. Bland annat Malcolm Campbells rekordsättande båt Blue Bird K4 byggdes av Vosper. Du Cane konstruerade också en 20,7 meter lång motortorpedbåt med licenstillverkade Isotta Fraschini-motorer kapabel till 48 knop. Prototypen köptes av Amiralitetet som också beställde ytterligare 350 likadana båtar.
År 1948 konstruerade Vosper en 22,3 meter lång motortorpedbåt där man tog tillvara de framsteg som gjorts under kriget, bland annat ett djupare V-skorv och propellrar med variabel stigning. En annan innovation som utvecklats under kriget var gasturbiner och 1953 provade Vosper att installera en Rolls-Royce RM60 i kanonbåten HMS Grey Goose. Gasturbinen visade sig vara både driftsäker och effektiv, men intercooler-tekniken var inte tillräckligt utvecklad för att göra den driftekonomisk. De två båtarna i Bold-klassen (HMS Bold Pioneer and HMS Bold Pathfinder) var mer driftsekonomiska eftersom de var världens första fartyg med CODOG-maskineri med sina två Mercedes dieselmotorer och två Metropolitan-Vickers G.2 gasturbiner.
De två följande båtarna i Brave-klassen (HMS Brave Borderer och HMS Brave Swordsman) representerade höjdpunkten av Vospers teknik. Med tre Bristol Proteus gasturbiner och superkaviterande propellrar kunde de komma upp i över 52 knop vilket gjorde dem till världens då snabbaste örlogsfartyg. Brave-klassen var dock dyra i drift, så Vosper byggde därför en billigare variant med bara två gasturbiner och två dieselmotorer. Flera sådana båtar såldes på export till Västtyskland, Malaysia, Grekland, Brunei, Libyen och Danmark (se Søløven-klass).
1960-talet var den mest lönsamma perioden för Vosper, men efterfrågan på större fartyg som korvetter och fregatter gjorde att Vosper 1966 gick samman med John I. Thornycroft & Company och bildade Vosper Thornycroft. Därigenom fick man tillgång till Thornycrofts varv och därmed också möjlighet att bygga större fartyg som fregatterna i Amazon-klassen.